# Sander Sagosen
Sander Sagosen (* 14. September 1995 in Trondheim) ist ein norwegischer Handballspieler. Er wird meist auf Rückraum Mitte eingesetzt und gilt als „Superstar“ der norwegischen Handballnationalmannschaft.

## Karriere

### Verein
Der 1,95 m große Rechtshänder begann beim norwegischen Verein Charlottenlund SK in Trondheim mit dem Handballspiel. Zur Saison 2012/13 ging er zum Zweitligisten Kolstad IL, bei dem er 133 Treffer in 21 Spielen erzielte und drittbester Torschütze der Liga wurde. Daraufhin verpflichtete ihn der Erstligist Haslum HK, bei dem er mit 102 Toren in 22 Spielen zum ersten Platz nach der Hauptrunde beitrug. In der folgenden Meisterrunde schied er mit Haslum in der Gruppenphase aus.
Zur Saison 2014/15 wechselte er nach Dänemark zum Klub Aalborg Håndbold. Mit Aalborg gewann er 2017 die dänische Meisterschaft.
Ab der Saison 2017/18 stand er in Frankreich beim Erstligisten Paris Saint-Germain unter Vertrag. Mit Paris gewann er 2018, 2019 und 2020 die französische Meisterschaft sowie 2018 den französischen Pokal.
Am 22. März 2019 wurde bekannt, dass Sagosen 2020 nach Deutschland zum THW Kiel wechselt. Mit dem THW gewann er 2020 den DHB-Supercup sowie die im Dezember 2020 zu Ende gespielte EHF Champions League 2019/20 und 2021 den DHB-Supercup sowie die deutsche Meisterschaft. 2022 folgte der Gewinn des DHB-Pokals, wobei Sagosen mit jeweils acht Toren im Halbfinale und Finale bester Schütze seines Teams war. Im Juni 2022 zog er sich eine schwere Sprunggelenksverletzung zu und fiel für knapp sechs Monate aus. Verletzungsbedingt kam er beim Gewinn des DHB-Supercups 2022 nicht zum Einsatz. Mit Kiel gewann er die Meisterschaft 2023.
Nach Ablauf seines Vertrages im Sommer 2023 verließ Sagosen den THW und schloss sich wieder dem nun in der ersten norwegischen Liga spielenden Kolstad Håndball an. Obwohl Kolstad in finanzielle Schwierigkeiten geraten war und die Spieler auf bis zu 30 % ihres Gehaltes verzichten mussten, blieb Sagosen dem Verein trotz zahlreicher Angebote anderer Vereine zunächst treu.
Im Februar 2025 wechselte er wieder nach Dänemark, wo er bei Aalborg Håndbold einen Vertrag bis 2029 unterschrieb. Mit Aalborg gewann er 2025 die dänische Meisterschaft.

### Nationalmannschaft
Sander Sagosen durchlief die norwegischen Jugend- und Juniorennationalmannschaften. Bei der U-18-Europameisterschaft 2012 wurde er Neunter, warf 19 Tore und verteilte 40 Assists. Bei der U-19-Weltmeisterschaft 2013 erreichte er den fünften Platz. Dort warf er 57 Tore und gab 14 Assists. In der norwegischen A-Nationalmannschaft debütierte Sagosen am 1. November 2013 gegen Kroatien. Bei der Europameisterschaft 2014 schied er nach der Vorrunde aus. Mit Norwegen wurde er 2017 und 2019 Vize-Weltmeister und 2020 Dritter der Europameisterschaft. Bei der WM 2019 und der EM 2020 wurde er in das All-Star-Team gewählt. Mit Norwegen nahm er an den Olympischen Spielen in Tokio und an den Olympischen Spielen in Paris teil. Bei der Europameisterschaft 2022 warf er 43 Tore und gab 40 Assists in acht Spielen. Bei der Weltmeisterschaft 2025 warf er elf Tore in vier Spielen, fiel nach einer Wadenverletzung für die letzten beiden Spiele aus und erreichte mit der Auswahl den 10. Platz.
Bisher bestritt er 182 Länderspiele, in denen er 885 Tore erzielte.

### Saisonbilanzen
| Saison    | Verein              | Spielklasse      | Spiele | Tore  | 7-Meter | Feldtore |
| --------- | ------------------- | ---------------- | ------ | ----- | ------- | -------- |
| 2012/13   | Kolstad IL          | 1. Divisjon      | 21     | 133   | 36      | 097      |
| 2013/141  | Haslum HK           | Postenligaen     | 28     | 153   | 18      | 135      |
| 2014/151  | Aalborg Håndbold    | Håndboldligaen   | 36     | 128   | 08      | 120      |
| 2015/161  | Aalborg Håndbold    | Håndboldligaen   | 30     | 162   | 0       | 162      |
| 2016/171  | Aalborg Håndbold    | Håndboldligaen   | 37     | 206   | 11      | 195      |
| 2017/18   | Paris Saint-Germain | Starligue        | 26     | 093   | 02      | 091      |
| 2018/19   | Paris Saint-Germain | Starligue        | 25     | 079   | 0       | 079      |
| 2019/20   | Paris Saint-Germain | Starligue        | 16     | 064   | 10      | 054      |
| 2020/21   | THW Kiel            | Bundesliga       | 34     | 175   | 20      | 155      |
| 2021/22   | THW Kiel            | Bundesliga       | 29     | 121   | 13      | 108      |
| 2022/23   | THW Kiel            | Bundesliga       | 21     | 88    | 2       | 86       |
| 2023/241  | Kolstad IL          | REMA 1000-ligaen | 31     | 126   | 1       | 125      |
| 2024/25   | Kolstad IL          | REMA 1000-ligaen | 15     | 58    | 0       | 58       |
| 2024/251  | Aalborg Håndbold    | Håndboldligaen   | 11     | 32    | 4       | 28       |
| 2012–2025 | gesamt              | gesamt           | 360    | 1.618 | 125     | 1.493    |

1Anmk.: Statistiken inklusive Meisterrunde.

## Privates
Sagosen ist mit der ehemaligen norwegischen Handballspielerin Hanna Oftedal Sagosen verheiratet. Im Juli 2023 kam ihr Sohn zur Welt. Sein Bruder Ciljan Sagosen spielt ebenfalls Handball.